# قلعه براوو
قلعه براوو اولین آزمایش از سری آزمایش‌های طراحی بمب هیدروژنی با بازده بالا بود که توسط ایالات متحده در آب‌سنگ حلقوی بیکینی، جزایر مارشال، به عنوان بخشی از عملیات قلعه انجام شد. این بمب در تاریخ ۱ مارس ۱۹۵۴ منفجر شد و قدرتمندترین جنگ‌افزار هسته‌ای آزمایش شده توسط ایالات متحده و اولین سلاح هسته‌ای با سوخت لیتیوم دوترید بود. بازده قلعه براوو ۱۵ مگاتن TNT برآورد شد، که ۲٫۵ برابر ۶٫۰ مگاتن پیش‌بینی شده بود، و دلیل آن واکنش‌های اضافی پیش‌بینی نشده از جمله لیتیوم-۷ بود، که منجر به آلودگی رادیواکتیو غیرمنتظره در مناطقی در شرق جزیره بیکینی شد. در آن زمان، این نیرومندترین انفجار مصنوعی تاریخ بود.